# Liste der Kulturgüter in Corcelles
Die Liste der Kulturgüter in Corcelles enthält alle Objekte in der Gemeinde Corcelles im Kanton Bern, die gemäss der Haager Konvention zum Schutz von Kulturgut bei bewaffneten Konflikten, dem Bundesgesetz vom 20. Juni 2014 über den Schutz der Kulturgüter bei bewaffneten Konflikten sowie der Verordnung vom 29. Oktober 2014 über den Schutz der Kulturgüter bei bewaffneten Konflikten unter Schutz stehen.
Objekte der Kategorie A sind im Gemeindegebiet nicht ausgewiesen, Objekte der Kategorie B sind vollständig in der Liste enthalten, Objekte der Kategorie C fehlen zurzeit (Stand: 2. Februar 2024). Unter übrige Baudenkmäler sind geschützte Objekte zu finden, die im Bauinventar des Kantons Bern als «schützenswert» verzeichnet sind.

## Kulturgüter
| Foto |                                                                                             | Objekt | Kat. | Typ | Standort                       | Beschreibung |
| ---- | ------------------------------------------------------------------------------------------- | --- | ---- | --- | ------------------------------ | --- |
| ja   | Datei hochladen · Wikidata zu Ehemalige Hammerschmiede Ankli (Q29651930)                    | Ehemalige Hammerschmiede Akli / Ancienne forge Ankli KGS-Nr.: 00853                                                  | B    | G   | Clos la Jus 39 601025 / 237060 | 1791 erbauter Eisenhammer (anstelle einer seit 1640 bestehenden Getreidemühle), seit 1987 Nutzung als Museum der Eisenindustrie. Der von der Wasserkraft des Baches Gore-Virat angetriebene Mechanismus ist einer der letzten in der Schweiz, der noch funktionsfähig ist. Das Gebäude mit Walmdach ist ein bedeutender Zeuge des vorindustriellen Zeitalters im Berner Jura. |
| ja   | Datei hochladen · Wikidata zu Stiftung Ankli für die Schneidwaren von Corcelles (Q27479997) | Stiftung Ankli für die Schneidwaren von Corcelles / Fondation Ankli pour la Taillanderie de Corcelles KGS-Nr.: 10650 | B    | S   | Clos la Jus 39 601020 / 237052 | Die Stiftung kümmert sich um den Erhalt der Hammerschmiede und betreibt ein Museum über die Eisenverarbeitung in Corcelles und in der Schweiz. |

## Übrige Baudenkmäler
Hinweis: Anstelle der KGS-Nummer wird als Objekt-Identifikator (ID) die Grundstücksnummer verwendet.
| ID  | Foto |                                                                          | Objekt                                                               | Typ | Standort                         | Beschreibung |
| --- | ---- | ------------------------------------------------------------------------ | -------------------------------------------------------------------- | --- | -------------------------------- | --- |
| 2   | ja   | Datei hochladen · Wikidata zu Ehemalige Hammerschmiede Ankli (Q29651930) | Hammerwerk "le Martinet" / Taillanderie "le Martinet" (1791)         | G   | Clos la Jus 39 601025 / 237060   | Das Gebäude mit Walmdach und dem Eisenhammer ist ein bedeutender Zeuge des vorindustriellen Zeitalters im Berner Jura. |
| 2   | BW   | Datei hochladen                                                          | Speicher (1686) / Grenier (1686)                                     | G   | Clos la Jus 39b 601346 / 237209  | |
| 70  | BW   | Datei hochladen                                                          | Bauernhaus (1864) / Ferme (1864)                                     | G   | Clos Cabert 16 601346 / 237209   | |
| 566 | BW   | Datei hochladen                                                          | Ländliches Wohnhaus (Mitte 19. Jh.) / Maison rurale (millieu 19e s.) | G   | Vergers Dedos 26 601245 / 237143 | |